# Lluís Borrassà

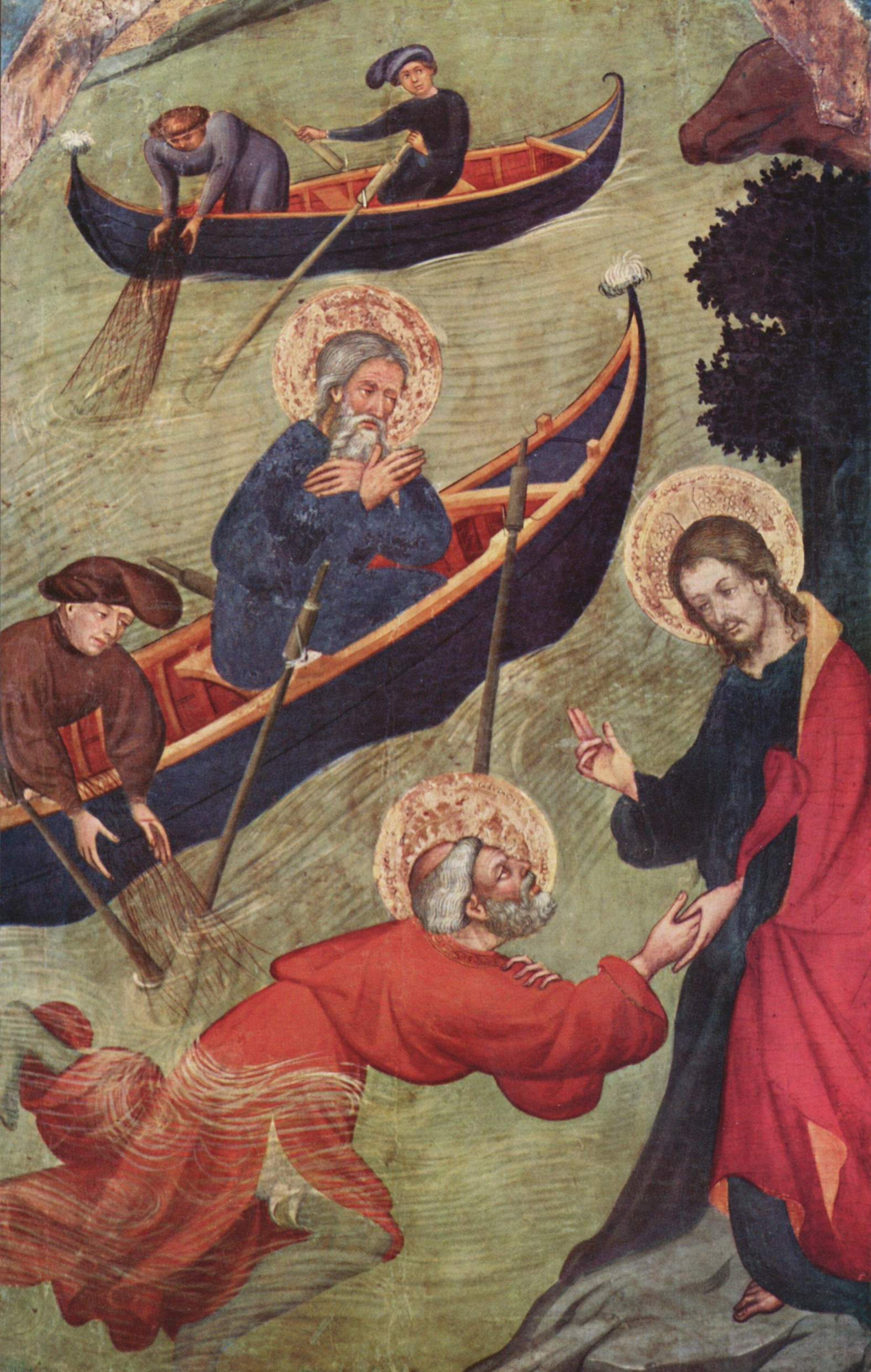
Petrusaltar: Jesus stützt Petrus auf dem Wasser, 1411

Lluís Borrassà (* vermutlich 1375 in Girona; † vermutlich 1425 in Barcelona) war ein katalanischer Maler der Gotik, beziehungsweise der Hispano-flämischen Schule.

## Leben
Borrassà stammt wahrscheinlich aus Girona und ist ungefähr zwischen 1375 und 1425 in Katalonien bezeugt. Um 1400 lässt sich Borrassà in Barcelona nieder und wird dort sehr schnell einer der führenden Maler seiner Zeit. Er malt unter anderem 1411 die Altarbilder für den Petrusaltar von Sant Pere in Terrassa.
Da bis jetzt jeder Beleg nach 1425 fehlt, datiert man auch sein Todesjahr um diese Zeit.

## Werke
- Retaule del Salvador (1404)
- Retaule del convent de Santa Clara (1415)
- Retaule de Sant Pere (1411)
- Retaule de l’Arcàngel Sant Gabriel (1390?),
- Retaule de Sant Antoni Abat (1410)
- Retaule de la Presentació de la Mare de Déu i Sant Jordi
- Verkündigung in der Kathedrale von Barcelona Retaule de Santes Creus (1403–1411)

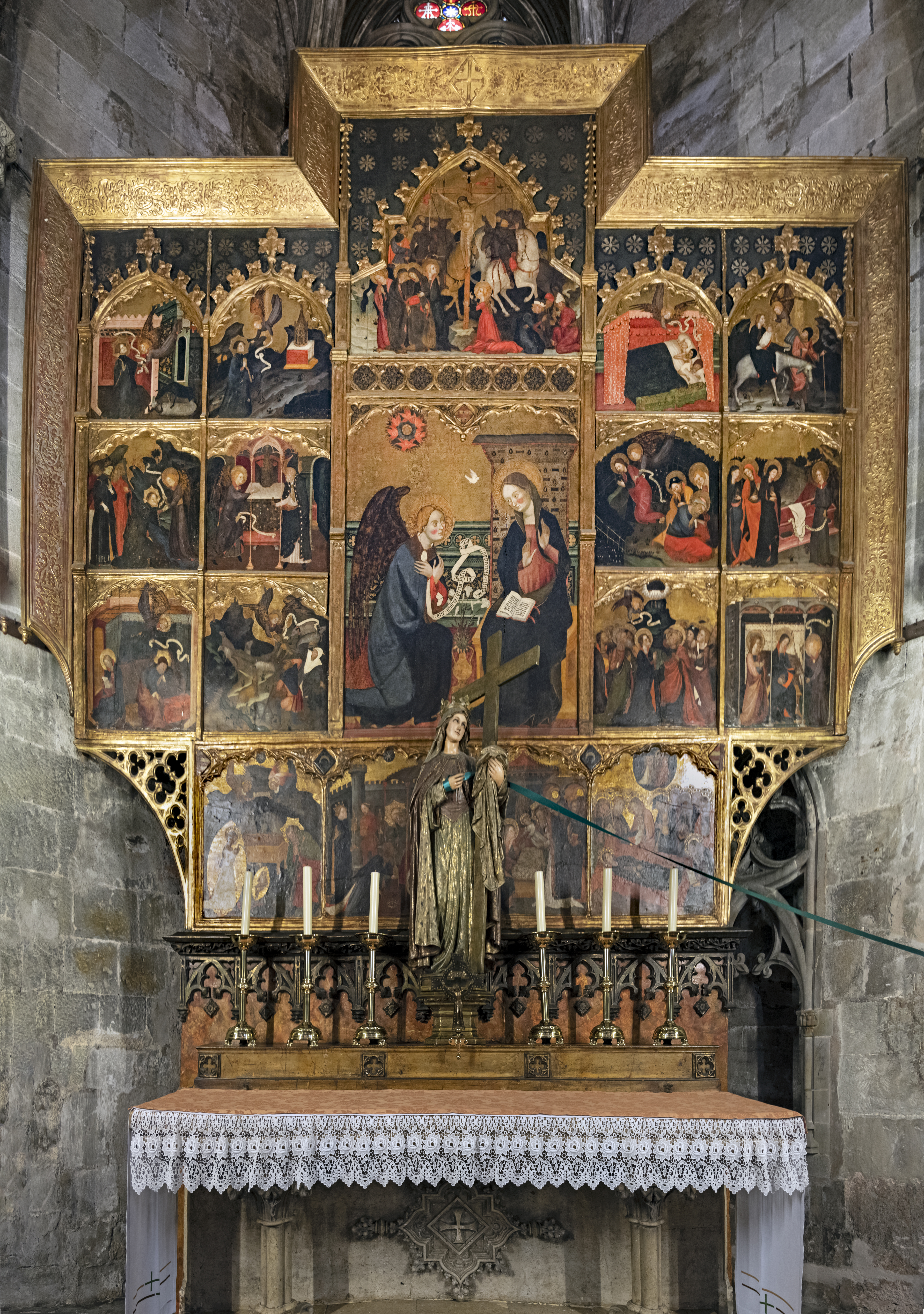
Verkündigung in der Kathedrale von Barcelona

- Retaule de Sant Joan Baptista (1415–1420)
- Retaule de Sant Miquel de Cruïlles (1417)
- Retaule de Sant Andreu de Gurb (1415)
- In der Kathedrale von Barcelona befindet sich das Retabel des Erzengels Gabriel, das um 1400 entstanden ist. In der Mitte die Verkündigung mit Maria und dem Erzengel. Im Seitenflügel die Heiligen Drei Könige, liegend in einem Bett, die drei Altersstufen des Mannes darstellend.[1]

Hinweis: Retaule ist katalanisch, auf Spanisch: Retablo, zu deutsch: Retabel, also Altarbild